# István Fodor (Linguist)
István Fodor (geb. 16. März 1920 in Budapest; gest. 15. März 2012 in Köln) war ein ungarischer Linguist und Afrikanist. Er war von 1969 bis 1985 als wissenschaftlicher Mitarbeiter am Institut für Afrikanistik der Universität Köln tätig.
Er hat Bücher und Aufsätze zu verschiedenen afrikanistischen und sprachwissenschaftlichen Themen veröffentlicht. In seinem bereits in mehreren Auflagen erschienenen Buch The problems in the classification of the African languages untersuchte er die methodischen und theoretischen Schlussfolgerungen zum Klassifikationssystem der afrikanischen Sprachen von Joseph H. Greenberg.
Er war einer der Mitarbeiter an dem von Jungraithmayr und Möhlig herausgegebenen  Lexikon der Afrikanistik. Afrikanische Sprachen und ihre Erforschung.
In späterer Zeit verfasste er ein Werk über die Bantusprachen (2007).
Im April 2012 wurde er posthum zum Ehrenmitglied des ungarischen Verbandes der Linguisten ernannt.

## Publikationen (Auswahl)
- The problems in the classification of the African languages. Methodological and theoretical conclusions concerning the classification system of Joseph H. Greenberg. Budapest, Center for Afro-Asian Research, 1969 (Studies on developing countries, no. 5).
- Pallas und andere afrikanische Vokabularien vor dem 19. Jahrhundert. Ein Beitrag zur Forschungsgeschichte. Hamburg, Buske, 1975. ISBN 3-87118-210-9
- A Fallacy of Contemporary Linguistics. Buske, Ausgabe von 1998. ISBN 3-87118-421-7
- “H. E. Hale and His African Vocabularies”, Sprache und Geschichte in Afrika 2: 127–171
- A bantu nyelvek [Die Bantusprachen]. Budapest: MTA NKI : L'Harmattan ; [Pécs] : PTE Néprajz-Kulturális Antropológia Tanszék, 2007.